# 遙かなるオーガスタ
『遙かなるオーガスタ』（はるかなるオーガスタ）は、1989年に日本のT&E SOFTが開発・発売したPC-9801用3Dゴルフシミュレーションゲーム。
プロデューサーはのちにデジタルゴルフを設立する横山俊朗が担当しており、ゲーム内容はオーガスタ・ナショナル・ゴルフクラブをモチーフとしている。
拡張コース・派生作品のうち、『ワイアラエの奇蹟』（1991年）はワイアラエ・カントリークラブ（ハワイ州オアフ島ホノルル、ハワイアン・オープン開催地）を、『ペブルビーチの波濤』（1992年）はペブルビーチ・ゴルフリンクス（カリフォルニア州カーメル、AT&Tペブルビーチナショナルプロアマ開催地のひとつ）を、『ジュンクラシックC.C&ロペ倶楽部』（1997年）はジーン・サラゼン・ジュンクラシックの開催地であった2つのコースをモチーフとしている。
1990年にFM-TOWNSに移植された他、1991年にはX68000およびスーパーファミコンに、1993年にメガドライブに移植された。
スーパーファミコン版はゲーム誌『ファミコン通信』の「クロスレビュー」にてシルバー殿堂入りを獲得した。遙かなるオーガスタ、ペブルビーチの波濤、ワイアラエの奇蹟、はアメリカの数ある名門コースの中から3つのコースが選ばれた。コースの中を360度見渡すことができ、ボールの跳ね方や転がり方なども忠実に再現させるようにするため高速3Dプロセッサー「POLYSYS(ポリシス)」が使われている。
後に続編となるPC-9801用ソフト『NEW 3D GOLF SIMULATION2 エイト レイクス G.C』（1990年）が発売され、以後シリーズ化された。

## 概要
そのルーツはFM-7やPC-8801といった8ビットパソコンで発売されていた『3-Dゴルフシミュレーション』(1983年)に求められる。1989年、2Dと3Dポリゴンを融合したリアリティのあるフィールドを高速描画するシステムを「POLYSYS」と名付け、その技術を用いた第一弾として、オーガスタ・ナショナル・ゴルフクラブとライセンス契約を結んで開発された「NEW 3D GOLF SIMULATION1 遙かなるオーガスタ」（対応機種：PC-9801）がリリースされた。その後、「NEW 3D GOLF SIMULATION2」〜「NEW 3D GOLF SIMULATION6」が拡張コースとして発売され、家庭用ゲーム機では単独作品として移植された。このうち、『エイト レイクス G.C』（1990年）、『T&E SELECTION』（1990年）、『デビルズコース』（1992年）の3つはT&Eオリジナルのゴルフコースを舞台としている。
さらに後にオーガスタ・ナショナル・ゴルフクラブで開かれているメジャートーナメントである「マスターズ・トーナメント」の名を冠した『マスターズ　遙かなるオーガスタ2』（1994年）がリリースされた。1994年に発売された32ビットゲーム機である3DO向けには、POLYSYSを改良して人物を実写で取り込んだ「マスターズ　遙かなるオーガスタ3」がリリースされた。 32ビットゲーム機が主流になると、多くの機種に移植され、描画の高速化、キャラクターの実写取り込み、システムの改良などが行なわれた。
ちなみに、爆笑問題の太田光はスーパーファミコン版をやり込んだようで、自身のラジオ番組で「（自分は）かなりの腕前」と発言していた。

## 移植版
| No. | タイトル                                   | 発売日         | 対応機種                  | 開発元   | 発売元   | メディア                                                            | 型式        | 備考 |
| --- | ------------------------------------------ | -------------- | ------------------------- | -------- | -------- | ------------------------------------------------------------------- | ----------- | ---- |
| 1   | NEW 3D GOLF SIMULATION1 遙かなるオーガスタ | 1990年1月26日  | FM-TOWNS                  | T&E SOFT | T&E SOFT | CD-ROM + 3.5インチフロッピーディスク                                | -           |      |
| 2   | 遙かなるオーガスタ                         | 1991年4月5日   | X68000 スーパーファミコン | T&E SOFT | T&E SOFT | X68:5インチフロッピーディスク SFC:8メガビット+64キロRAMロムカセット | SFC:SHVC-GA |      |
| 3   | 遙かなるオーガスタ                         | 1993年12月17日 | メガドライブ              | T&E SOFT | T&E SOFT | ロムカセット                                                        | T-114033    |      |

## スタッフ
PC-9801オリジナル版
- プロデューサー：横山俊朗
- ディレクター：横山英二
- チーフ・プログラマー：加藤英治
- アシスタント・プログラマー：植村浩二
- グラフィック・ディレクター：中島健二
- グラフィック・デザイナー：青山悟、蜂谷孝宏
- 音楽：冨田茂
- POLYSYSデータデザイナー：太田勝久
- POLYSYSスーパーバイザー：加藤英治

PC-9801 Ver2.0版
- プロデューサー：横山俊朗
- ディレクター：横山英二
- チーフ・プログラマー：加藤英治
- アシスタント・プログラマー：小田芳郁、小倉正
- グラフィック・ディレクター：中島健二
- グラフィック・デザイナー：青山悟、蜂谷孝宏
- 音楽：長谷川和伯
- POLYSYSデータデザイナー：太田勝久
- POLYSYSスーパーバイザー：加藤英治

X68000版
- プロデューサー：横山俊朗
- ディレクター：横山英二
- チーフ・プログラマー：小田芳郁
- アシスタント・プログラマー：西山信行
- グラフィック・ディレクター：中島健二
- グラフィック・デザイナー：青山悟、新村英明
- 音楽：長谷川和伯
- POLYSYSデータデザイナー：太田勝久
- POLYSYSスーパーバイザー：加藤英治

スーパーファミコン版
- プロデューサー：横山俊朗
- ディレクター：横山英二
- オリジナル・プログラム：加藤英治
- SFCプログラマー：西脇健太郎
- グラフィック・ディレクター：中島健二
- グラフィック・デザイナー：青山悟
- 音楽：長谷川和伯、冨田茂
- POLYSYSデータデザイナー：太田勝久
- POLYSYSスーパーバイザー：加藤英治

メガドライブ版
- プロデューサー：横山俊朗
- ディレクター：横山英二
- プログラム・スタッフ：加藤英治、河野広厚
- グラフィック・スタッフ：ごとうこういち、みずのけん
- サウンド・スタッフ：佐竹由美、もりたひろし、釜木茂一、下條勇三郎
- POLYSYSスタッフ：太田勝久、新村英明

## 評価
スーパーファミコン版
ゲーム誌『ファミコン通信』の「クロスレビュー」では合計30点（満40点）でシルバー殿堂入りを獲得、『ファミリーコンピュータMagazine』の読者投票による「ゲーム通信簿」での評価は以下の通りとなっており、20.33点（満30点）となっている。この得点はスーパーファミコン全ソフトの中で175位（323本中、1993年時点）となっている。
| 項目 | キャラクタ | 音楽 | 操作性 | 熱中度 | お買得度 | オリジナリティ | 総合  |
| 得点 | 3.40       | 3.34 | 3.36   | 3.53   | 3.13     | 3.56           | 20.33 |
メガドライブ版
ゲーム誌『ファミコン通信』のクロスレビューでは、7・7・6・5の合計で25点（満40点）になっている。
ゲーム誌『メガドライブFAN』の読者投票による「ゲーム通信簿」での評価は以下の通りとなっており、17.5点（満30点）となっている。
| 項目 | キャラクタ | 音楽 | お買得度 | 操作性 | 熱中度 | オリジナリティ | 総合 |
| 得点 | 3.1        | 3.1  | 2.6      | 2.7    | 3.0    | 2.9            | 17.5 |
ゲーム本『メガドライブ大全』（2004年、太田出版）では、「ショットの最後に、ボール上を点が高速で動き回り、目押しで位置を決定するのだが、おかげで微妙にポイントを外しがちなのが実戦っぽくてナイス」とゲームシステムに関して肯定的に評価している。

## シリーズ作品
- 1989年 - NEW 3D GOLF SIMULATION1 遙かなるオーガスタ(PC-9801)
  - 1990年 - NEW 3D GOLF SIMULATION1 遙かなるオーガスタ Note専用版(PC-9801)
  - 1990年 - NEW 3D GOLF SIMULATION1 遙かなるオーガスタ HDパック(PC-9801)
  - 1990年 - NEW 3D GOLF SIMULATION1 遙かなるオーガスタ HDパックNote(PC-9801)
  - 1990年 - NEW 3D GOLF SIMULATION1 遙かなるオーガスタ(FM TOWNS)
  - 1991年 - 遙かなるオーガスタ(SFC)
  - 1991年 - 遙かなるオーガスタ(X68000)
  - 1993年 - 遙かなるオーガスタ(MD)
- 1990年 - NEW 3D GOLF SIMULATION2 エイト レイクス G.C(PC-9801)
  - 1990年 - NEW 3D GOLF SIMULATION2 エイト レイクス G.C(FM TOWNS)
  - 1991年 - エイト レイクス G.C(X68000)
- 1990年 - NEW 3D GOLF SIMULATION3 T&E SELECTION(PC-9801)
- 1991年 - NEW 3D GOLF SIMULATION4 ワイアラエの奇蹟(PC-9801)
  - 1992年 - ワイアラエの奇蹟(SFC)
  - 1994年 - ワイアラエの奇蹟(MD) - セガより発売
  - 1994年 - ワイアラエの奇蹟(3DO)
  - 1997年 - ワイアラエの奇蹟(SS)
- 1992年 - NEW 3D GOLF SIMULATION5 ペブルビーチの波濤(PC-9801)
  - 1992年 - ペブルビーチの波濤(SFC)
  - 1992年 - ペブルビーチの波濤(MD)
  - 1994年 - ペブルビーチの波濤(3DO)
  - 1995年 - ペブルビーチゴルフリンクス スタドラーに挑戦(SS) - セガより発売
  - 1996年 - ペブルビーチの波濤 New(SFC)
  - 1996年 - ペブルビーチの波濤 PLUS(PS) - ソフトバンクより発売
- 1993年 - NEW 3D GOLF SIMULATION6 デビルズコース(PC-9801)
  - 1993年 - デビルズコース(SFC)
  - 1994年 - デビルズコース(MD) - セガより発売
  - 1995年 - デビルズコース(3DO)
  - 1995年 - ザ・ハイパーゴルフ 〜デビルズコース〜(SS) - ビック東海より発売
- 1994年 - マスターズ 遙かなるオーガスタ2(PC-9801)
  - 1994年 - マスターズ 遙かなるオーガスタ2(SFC)
- 1994年 - マスターズ 遙かなるオーガスタ3(3DO)
  - 1995年 - マスターズ 遙かなるオーガスタ3(SS)
  - 1995年 - MASTERS New 遙かなるオーガスタ3(SFC)
  - 1996年 - マスターズ 新・遙かなるオーガスタ(PS) - ソフトバンクより発売
  - 1997年 - 遥かなるオーガスタ マスターズ'98 (N64)
- 1997年 - ジュンクラシックC.C&ロペ倶楽部(SS)
  - 1998年 - ジュンクラシックC.C&ロペ倶楽部(PS)
- 1998年 - 遥かなるオーガスタ for Windows(Windows)